# Dianthus pseudarmeria
Dianthus pseudarmeria är en nejlikväxtart som beskrevs av Friedrich August Marschall von Bieberstein. Dianthus pseudarmeria ingår i släktet nejlikor, och familjen nejlikväxter. Inga underarter finns listade i Catalogue of Life.